# Salix polaris
Salix polaris es una especie de sauce perteneciente a la familia de las salicáceas. Es nativa de la región circumpolar en la tundra ártica, se extiende al norte hasta los límites de tierra, y al sur del Ártico en las montañas de Noruega, el norte de los Urales, el norte de las montañas Altay, Kamchatka y la Columbia Británica, Canadá.

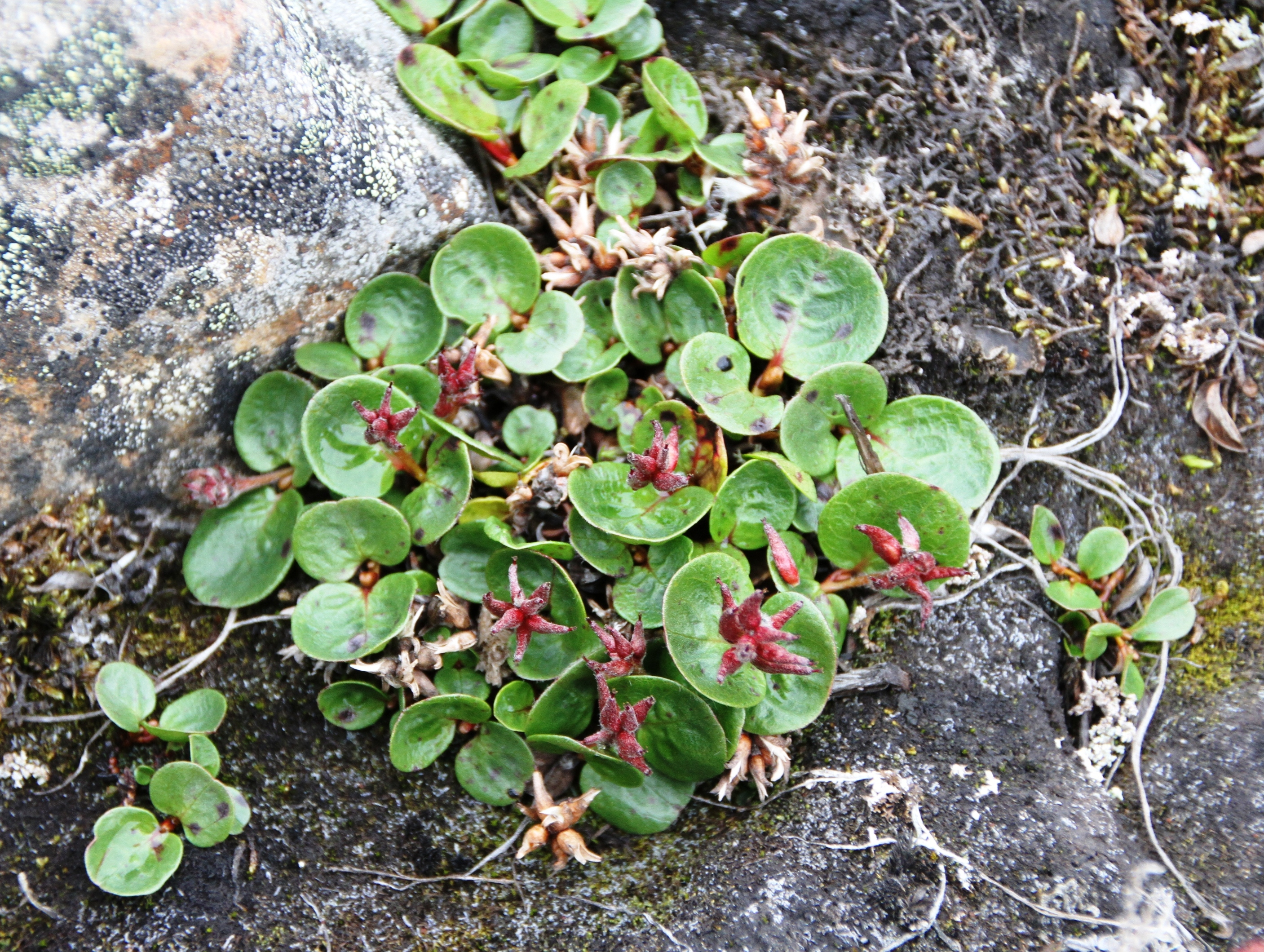
En su hábitat

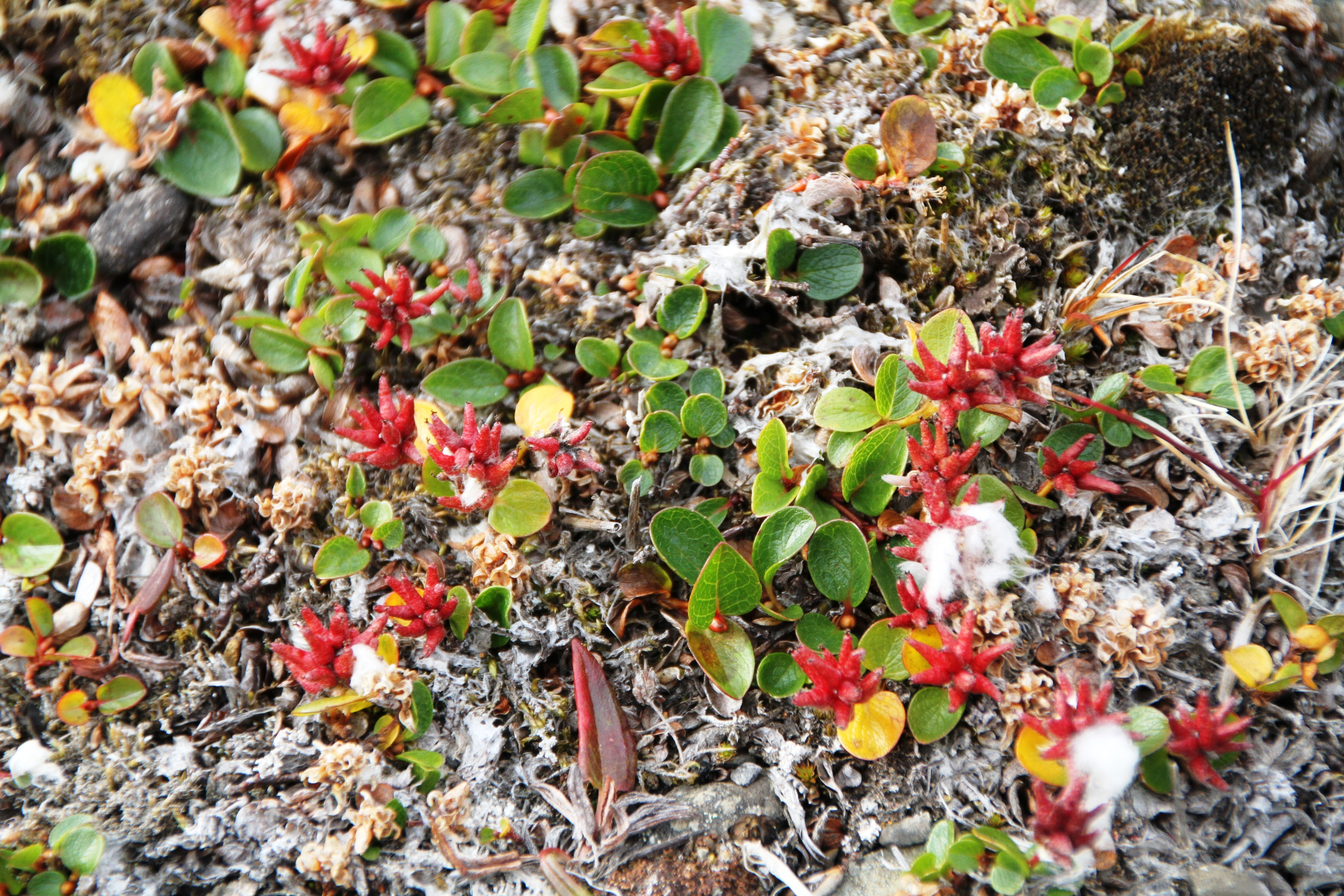
Detalle de la planta en flor

## Descripción
Es uno de los más pequeños sauces en el mundo, está postrado, como arbusto enano rastrero, alcanza un tamaño de sólo 2-9 cm de alto, y tiene ramas subterráneas o rastreras en las capas superiores del suelo. La hojas son redondeado-ovadas, de 5-32 mm de largo y 8-18 mm de ancho, de color verde oscuro y con los márgenes enteros. Es dioica, con plantas separadas masculinas y femeninas. Las flores están agrupadas en cortos amentos con sólo unas pocas flores. El fruto es una cápsula de color marrón y peluda. Los tallos rastreros forman alfombras con musgos y líquenes , que las mantienen unidas y les protege de los vientos. Crece tanto en graveras abiertas como en la vegetación cerrada.
Fósiles de la especie siguen apareciendo del Pleistoceno desde el sur de Europa hasta el sur de Inglaterra, los Alpes y los Cárpatos.

## Taxonomía
Salix polaris fue descrita por Göran Wahlenberg y publicado en Flora Lapponica 261–262, pl. 13, f. 1, en el año 1812.
Etimología
Salix: nombre genérico latino para el sauce, sus ramas y madera.
polaris: epíteto latino que significa "polar". 
Sinonimia
- Salix polaris subsp. pseudopolaris (Flod.) Hultén
- Salix pseudopolaris Flod.[8]